# José Escolástico Andrino
José Escolástico Andrino Vargas (Guatemala, ca. 1817; San Salvador, 1862) es un compositor, violinista y escritor de Guatemala.

## Biografía
José Escolástico Andrino Vargas nació en la ciudad de Guatemala, siendo el último hijo de Valentín José Mariano Andrino Sánchez y Ana María Vargas. Era miembro de una de las familias locales de mayor importancia en música; su abuelo paterno José Andrino, activo alrededor del año 1770, fue diseñador de un contrabajo de cuatro cuerdas que fue usado en Guatemala durante el siglo XIX con el nombre de violón grande y su padre Valentín fue violinista. Todos sus hermanos fueron músicos y de ellos se distinguió el y su hermano mayor Máximo.
Estudió violín y composición con su hermano mayor, el virtuoso del violín Máximo Andrino. Después de completar su formación en Guatemala y tras la muerte de su padre en 1835, se trasladó a La Habana, Cuba, donde fue violinista en la orquesta del Teatro de Tacón. Volvió a Guatemala y hacia 1845 se radicó en San Salvador, El Salvador. Aquí fue organista de catedral y maestro de violín, y más tarde incluso llegó a funcionario del gobierno local salvadoreño. Andrino es el primer compositor centroamericano de quien se conoce una obra concertante para instrumento solista y orquesta, en este caso un juego de variaciones sobre un tema propio. Andrino habrá incursionado en el campo de la ópera con La mora generosa, acaso estrenada en el Teatro Variedades en la Ciudad de Guatemala en 1857. Su Sinfonía en re mayor, rescatada por Esteban Servellón, es de influencia clásica con inflexiones del temprano romanticismo.
En el año de 1849, fungió como regidor en la municipalidad de San Salvador. En febrero de 1849, es nombrado miembro de la comisión encargada de acompañar al nuevo obispo de San Salvador, Tomás Zaldaña, en su consagración en Ocotepeque. Luego de ser regidor tomó cargo del puesto de alcalde primero constitucional termporalmente por depósito de vara y una de sus primeras acciones como alcalde fue llevar a cabo un nuevo empedrado de las calles sansalvadoreñas. Ese mismo año, como regidor, propuso nombrar las calles de San Salvador que en ese entonces no tenían identificación oficial; trabajó junto al regidor Mariano Villavicencio y preparó un proyecto que fue elevado a la secretaría de la municipalidad. En 1850, trabajó como administrador general de Correos.
Empezando en 1859, fue nombrado gobernador del departamento de San Salvador. En el 3 de marzo de 1859, hubo una asonada militar por músicos sublevados en el cuartel que lograron sorprender la guardia y apoderarse del almacén militar, el comandante Eusebio Bracamonte, a quién intentaban asesinar consiguió escapar junto a algunos oficiales y soldados leales al gobierno. A las 12:30 a. m. el gobernador Andrino se levantó y se dirigió al cuartel en donde supuso estar el comandante Bracamonte; más siendo advertido de lo contrario, e ignorando el paradero del comandante, reunió en la esquina de San Martín, y a vista de los grupos de la plaza de Santo Domingo, la compañía de serenos y se dirigió con ellos al cuartel principal en donde llamó al capitán Luis Herrador. El gobernador Andrino planeó que el capitán Herrador se sostuviera con la guardia y serenos mientras el gobernador, en unión del comandante de los serenos, se dirija a las casas de los señores Ignacio Pérez, coronel Fagoaga, teniente José María Campos, Laureano Campos, Pablo Sarazúa y Manuel Urrutia, reclutando el teniente Campos algunos soldados de su compañía para acompañar al gobernador en su camino a la casa del presidente senador José María Peralta. Al ejecutarse el plan, el teniente Campos fue herido mortalmente y el gobernador Andrino sufrió una contusión en el pie que lo obligó a quedarse en el barrio San José por hallarse desmontado. Los otros señores mencionados llevaron las instrucciones del gobernador de no abandonar las fuerzas del gobierno en unión de la gente reclutada en el barrio San José y se ocuparon de darle las partes del caso. Al ser informado de la situación, quedó persuadido que habiendo aparecido el comandante Bracamonte y hallándose la defensa de la ciudad en manos del coronel Santiago González y otros oficiales, nada había que temer. El cuartel fue retomado por las fuerzas del gobierno a las 6 de la mañana, habiendo muerto el sublevado Antonio Tórtola y un sargento de artillería y quedando heridos y capturados los restos; salieron fugos algunos militares sublevados y unos cincuenta presos del cuartel que fueron armados por los sublevados.
Como gobernador del departamento de San Salvador, tenía el designio de abrir hacia un lado del callejón del Guarumal (Los Chorros) un camino que evitaría el peligro de atravesar el mismo. En el 25 de enero de 1862, completó un informe de los trabajos de la gobernación correspondientes al año 1861. En el informe describió el avance que había tenido la reconstrucción de San Salvador tras su destrucción en el terremoto de 1854, habiéndose concluido la reconstrucción de muchos de los edificios públicos y habiendo reintroducido el agua por cañerías a la capital; además de la capital describe los trabajos en cada población del departamento (que en aquél tiempo incluía los que hoy pertenecen al departamento de La Libertad) y el estado de la economía, orden público y salubridad del departamento. Concluyó de la siguiente forma:

Al concluir con este informe, he creido de mi deber agregar, que los pueblos de mi mando, cada dia acreditan su acertado comportamiento. Su ilustracion y buen sentido, lo mismo que su adhesion al Supremo Gobierno y decision por conservar sus instituciones, la paz y el órden, son cosas que nadie pudiera reducir á duda sin inferirles un cruel agravio. Ellos han probado ya, en union de los demas de la República, los inmensos beneficios que la actual Administracion reparte, y ven el crédito y prosperidad de la Nacion, confesado aun por el estranjero y esa idea que se han formado de la magnificencia á que llegarán todas las cosas á este paso entre poco tiempo, no los ciega para torcer el camino.

La satisfaccion que siento al verme honrado por el Supremo Gobierno con un destino superior á mis cortas capacidades y de la docilidad y honradez de los pueblos que me están encomendados, son dos cosas que debo publicar siempre porque en ello va el elojio de todo el pueblo y la confesion franca de un empleado.

Como compositor, Andrino se caracteriza por el dominio del estilo de los períodos clásico y romántico temprano, mientras que sus villancicos presentan influencias de la música folklórica de Guatemala. Su libro Nociones de filarmonía y apuntes para la historia de la música (San Salvador, 1847) es una obra pionera en la literatura musical centroamericana, que sirvió como fuente a historiadores de la música desde José Sáenz Poggio (1878) hasta Rafael Vásquez (1950).

## Obras
- La mora generosa, ópera (1857, partitura perdida).
- Variaciones en Sol mayor para violín y orquesta.
- Sinfonía en Re mayor.
- Dos villancicos al Niño Dios
- Tonadas patrióticas
- Lejos de la patria
- Brisas guatemaltecas
- Recuerdos del hogar